# Essen Hauptbahnhof
Essen Hauptbahnhof – jest najważniejszą stacją w niemieckim mieście Essen i jest jedną z 21 stacji w najwyższym przedziale cenowym DB Station&Service. Jest to stacja dla ruchu dalekobieżnego, ważna w ruchu regionalnym i S-Bahn. Ponadto jest to centralny punkt połączenia dla lokalnego transportu publicznego w Essen. Z łączną liczbą około 152 000 pasażerów i turystów każdego dnia, jest to jedna z najczęściej odwiedzanych stacji dalekobieżnych Deutsche Bahn. Ponadto dworzec główny pełni funkcję łącznika między centrum Essen z połączeniem ze strefą dla pieszych Kettwiger Straße i centrami usługowymi w południowej dzielnicy.
Obecny budynek dworca został ukończony po II wojnie światowej, pod koniec lat 50. XX wieku. Zastąpił on część dotychczasowych budynków.